# Pézilla-la-Rivière
Pézilla-la-Rivière (en catalán Pesillà de la Ribera) es una localidad y comuna situada en el departamento de los Pirineos Orientales y la región de Occitania, en la comarca del Rosellón en Francia. Tenía 3.083 habitantes en 2007.
Sus habitantes reciben el gentilicio de Pézillanais en francés y de Pesillanencs o Pesillarencs en catalán.
Administrativamente, pertenece al distrito de Perpiñán, al cantón de Millas y a la Communauté d'agglomération Perpignan Méditerranée.

## Geografía
Pézilla limita con las comunas de Villeneuve-la-Rivière, Le Soler, Calce, Corneilla-la-Rivière y Saint-Féliu-d'Avall. Se enmarca en la comarca del Rosellón, en la microrregión natural llamada Ribéral. Cerca pasa el río Têt. Por ello, es importante en Pézilla la actividad agrícola.

## Demografía
| 2091 | 2159 | 2058 | 2200 | 2349 | 2754 |
| Para los censos de 1962 a 1999 la población legal corresponde a la población sin duplicidades (Fuente: INSEE [Consultar]) |      |      |      |      |      |

## Localidades hermanadas
- Tramonti,  Italia (desde 2001)
- La Granadella (Lérida)  España